# Kiusiu
Kiusiu (jap. 九州 Kyūshū) – trzecia pod względem powierzchni wyspa Japonii, spośród czterech głównych, położona na południowy zachód od największej wyspy Honsiu (Honshū).

## Mitologia
Według mitologii japońskiej, wnuk bogini słońca Amaterasu o imieniu Ninigi, po raz pierwszy przybył z Wysokiej Równiny Niebios (Takama-ga-hara) na ziemię, na górę Takachiho, na terenie dzisiejszej prefektury Miyazaki. Amaterasu poleciła mu rządzić Japonią i przekazała mu trzy przedmioty, które stały się regaliami cesarskimi: miecz (symbolizujący władzę, odwagę), lustro (mądrość, czystość) i klejnoty (życzliwość), które do dziś pozostają świętymi atrybutami władzy cesarskiej. Prawnuk Ninigiego, Jimmu, został pierwszym cesarzem w 660 p.n.e.

## Historia
W III wieku p.n.e. rozpoczęła się na wyspie uprawa ryżu i powstało wiele stałych osad. Jedną z nich, z okresu Yayoi, można obecnie zobaczyć odtworzoną w Yoshinogari Historical Park (Yoshinogari Rekishi Kōen).
W 1634 roku w porcie Nagasaki powstała niewielka, sztuczna wyspa Dejima, poprzez którą prowadzono handel i wymianę naukową, wyłącznie z Holendrami. Było to wynikiem narzucenia przez siogunat rodu Tokugawa polityki izolacji (sakoku), która trwała ponad 200 lat. Stało się tak w wyniku rozszerzających się wpływów hiszpańskich i portugalskich, zagrażających stabilizacji na wyspach japońskich. Zagrożeniem dla władz była także wzrastająca liczba osób przechodzących na katolicyzm w południowej Japonii (głównie na Kiusiu).
Wymiana handlowa i kontakty osobowe doprowadziły do wzajemnego poznania i wzrostu zainteresowania Japończyków wiedzą Zachodu. Pojawiły się instrumenty naukowe i książki, które przyczyniły się do rozwoju tzw. „studiów holenderskich” (rangaku), czyli poznania przez Japończyków m.in. języka, europejskiego kalendarza, wojskowości, geografii, astronomii, anatomii, medycyny.

## Nazwa
W dosłownym tłumaczeniu nazwa wyspy znaczy „dziewięć krain/prowincji”. W dawnych czasach istniało ich bowiem dziewięć: Chikuzen, Chikugo, Hizen, Higo, Buzen, Bungo, Hyūga, Ōsumi i Satsuma.

## Podział administracyjny
Obecnie wyspa podzielona jest na siedem prefektur:

- Prefektura Fukuoka
- Prefektura Kagoshima
- Prefektura Kumamoto
- Prefektura Miyazaki
- Prefektura Nagasaki
- Prefektura Ōita
- Prefektura Saga

Czasem do Kiusiu jako regionu (Kyūshū-chihō) zalicza się również prefekturę Okinawa oraz wyspy należące administracyjnie do prefektury Kagoshima (np. Tane-ga-shima, Yaku-shima).

## Geografia
Wyspa oblewana jest przez cztery morza: Japońskie i Wewnętrzne od północy i północnego wschodu, Filipińskie od wschodu i Wschodniochińskie od zachodu.
Wyspa jest wewnątrz górzysta z licznymi nadbrzeżnymi równinami wzdłuż rozwiniętej linii brzegowej. Znajduje się tu wiele wulkanów, w tym najbardziej aktywny w Japonii wulkan Aso (1592 m n.p.m.). Rejon obfituje w gorące źródła (onsen), z których najbardziej znane, to Beppu na wschodnim wybrzeżu oraz wokół góry Aso.
Na wyspie panuje klimat podzwrotnikowy o wysokim poziomie opadów deszczowych.

## Miasta i miejscowości

### Największe miasta wyspy
- Fukuoka jest największym miastem na Kiusiu i jednym z dziesięciu najbardziej zaludnionych miast w Japonii. Ze względu na bliskość azjatyckiego lądu stałego, od wieków jest ważnym miastem portowym. W XIII wieku rejon ten i zatoki Hakata zostały dwukrotnie wybrane przez mongolskie siły inwazyjne jako miejsce lądowania. Współczesna Fukuoka powstała w wyniku połączenia w 1889 roku miasta portowego Hakata i miasta zamkowego Fukuoka[8].
- Kitakiusiu od dawnych czasów jest ważnym węzłem komunikacyjnym dla ruchu lądowego i morskiego. Miasto powstało w 1963 roku z połączenia pięciu miast, które są obecnie dzielnicami: Kokura, Moji, Yahata, Tobata i Wakamatsu. W dużej mierze miasto przemysłowe, w okresie Meiji (1868–1912) władze zbudowały tu infrastrukturę portową i kolejową, co doprowadziło do dalszego rozwoju handlu i przemysłu[9].

### Region Hizen – kolebka ceramiki
- Karatsu jest nadmorskim miastem w prefekturze Saga. W przeszłości było głównym przystankiem dla statków odpływających do Korei i Chin. Jest znane z zamku, corocznego festiwalu Karatsu Kunchi (2–4 listopada) i lokalnej ceramiki[10].
- Arita to małe miasteczko w zachodniej części prefektury Saga, słynne jako miejsce narodzin japońskiej porcelany. Turyści mogą podziwiać lokalne wyroby w niewielkich muzeach, odwiedzać historyczne miejsca związane z odkryciem kaolinu i produkcją porcelany oraz brać udział w warsztatach[11].
- Ōkawachiyama jest niewielką wioską w górach, jednym z pierwszych miejsc w Japonii produkcji porcelany. Ceramika w niej wytwarzana jest znana jako nabeshima-yaki od nazwy klanu Nabeshima, który rządził tym regionem. Obecnie pracownie ceramiczne i galerie mieszczą się wzdłuż malowniczych uliczek[11].
- Imari jest portowym miastem, z którego rozsyłano ceramikę z Arita po kraju, do Azji kontynentalnej i Europy. Wokół miasta znajduje się kilka atrakcji związanych z garncarstwem[11].

## Gospodarka
- Rolnictwo: wołowina, trzoda chlewna, ryż, brojlery, herbata, tytoń, bataty, ziemniaki, pomidory, ogórki, truskawki, mandarynki.
- Przemysły: samochodowy, elektroniczny, teleinformatyczny, półprzewodników, stalowy, służący ochronie środowiska, zdrowia, kosmetyków[12].

## Rzemiosło
Miasta Arita i Imari w prefekturze Saga były pierwszym miejscem w Japonii, gdzie około 400 lat temu rozpoczęto wytwarzanie porcelany, po odkryciu na miejscowej górze kaolinu. Sprowadzono doświadczonych rzemieślników z Korei. Ich wyroby były lepsze i mocniejsze od innych. Dobrze sprzedawały się na rynku wewnętrznym i na zewnątrz Japonii. Miasto Arita i odizolowana górska wioska Ōkawachiyama były dwoma głównymi miejscami produkcji, a Imari służyło jako port, z którego wysyłano gotowe wyroby. Wyroby ceramiczne tego regionu noszą ogólną nazwę arita-yaki lub hizen-yaki.

## Pomniki przyrody
Na terenie prefektur Kumamoto i Ōita znajduje się Park Narodowy Aso-Kujū (Aso-Kujū Kokuritsu Kōen) utworzony w 1934 roku. Obejmuje on m.in. łańcuch gór Kujū i największy czynny wulkan w Japonii Aso (1 592 m).
Kamō no Ōkusu, cynamonowiec kamforowy (Cinnamomum camphora) na terenie chramu Kamō-Hachiman w mieście Aira, w prefekturze Kagoshima. Ma co najmniej 1500 lat. Na wysokości 1,3 m ma obwód 24,22 m, na poziomie gruntu – 40 m, wysokość 30 m, korona ma średnicę 34 m. Związane są z nim legendy i nieszczęśliwe historie miłosne. Wewnątrz jest dziupla o powierzchni około 13 m².
Około 60 km na południowy zachód od przylądka Sata na półwyspie Ōsumi znajduje się subtropikalna wyspa Yaku (Yaku-shima) należąca administracyjnie do prefektury Kagoshima. Jest ona pokryta lasem cedrowym (sugi), w którym znajdują się jedne z najstarszych żyjących drzew w Japonii. Drzewa liczące ponad 1000 lat nazywane są yaku-sugi z połączenia nazwy wyspy i drzewa sugi. Wiek najstarszego z nich oceniany jest na ponad 7000 lat.
Ponadto, na Kiusiu znajdują się cztery inne parki narodowe:
- Park Narodowy Saikai (Saikai Kokuritsu Kōen);
- Park Narodowy Kirishima-Kinkōwan (Kirishima Kinkō-wan Kokuritsu Kōen);
- Park Narodowy Unzen-Amakusa (Unzen-Amakusa Kokuritsu Kōen);
- Park Narodowy Yakushima (Yaku-shima Kokuritsu Kōen).

## Galeria

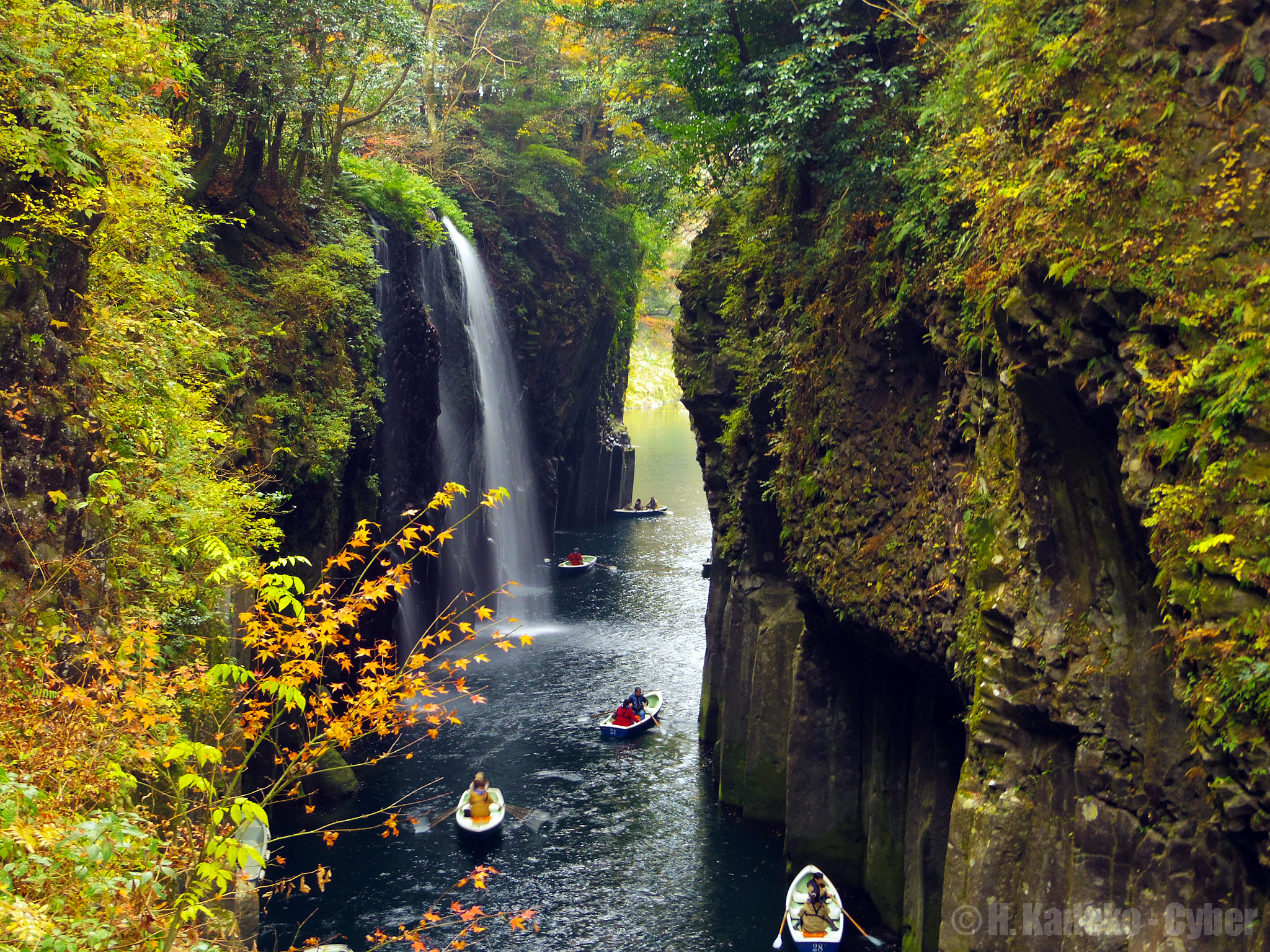
Przełom Takachiho na rzece Gokase w prefekturze Miyazaki
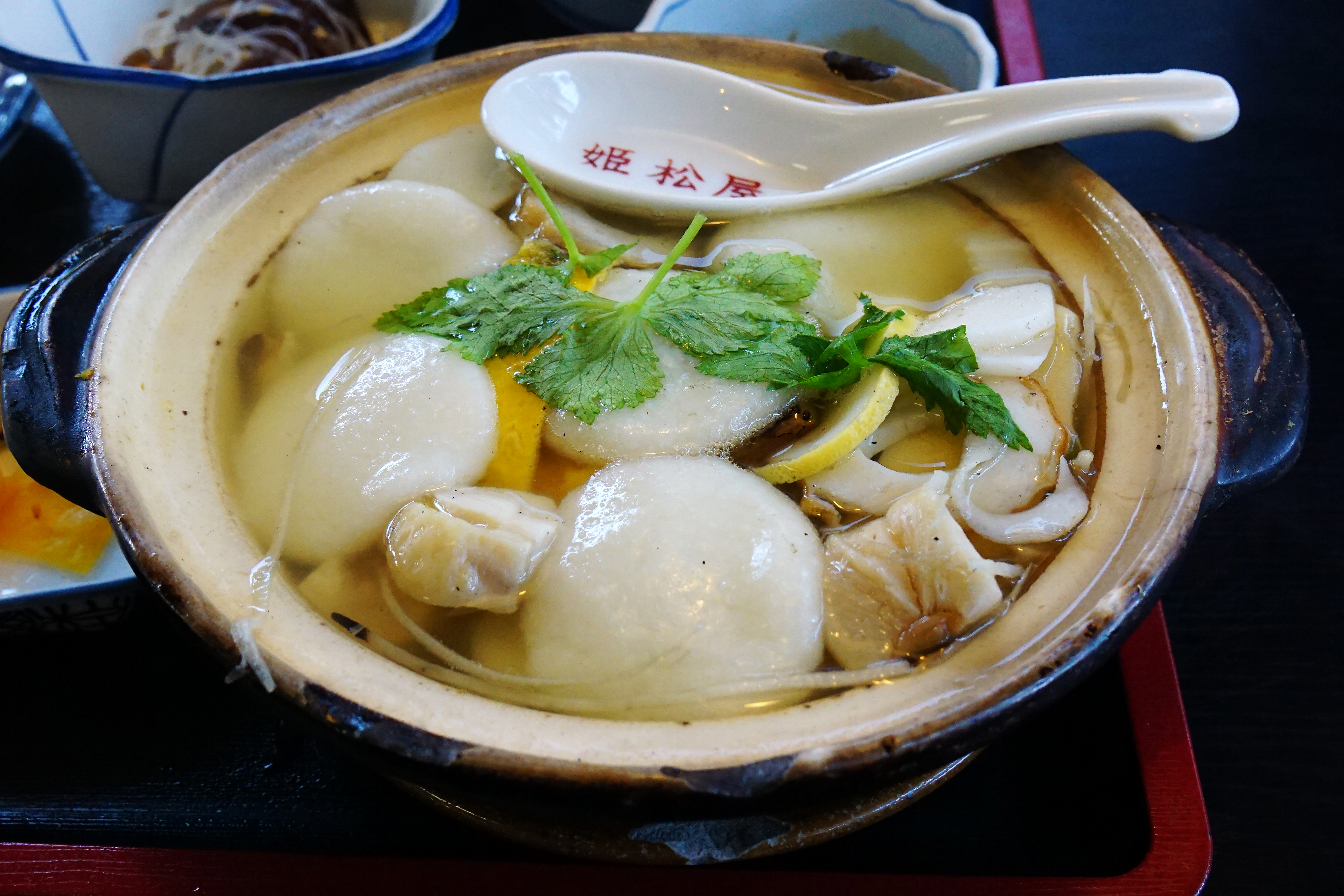
Potrawa lokalna guzōni (mochi gotowane z warzywami, inne składniki w zależności od regionu)
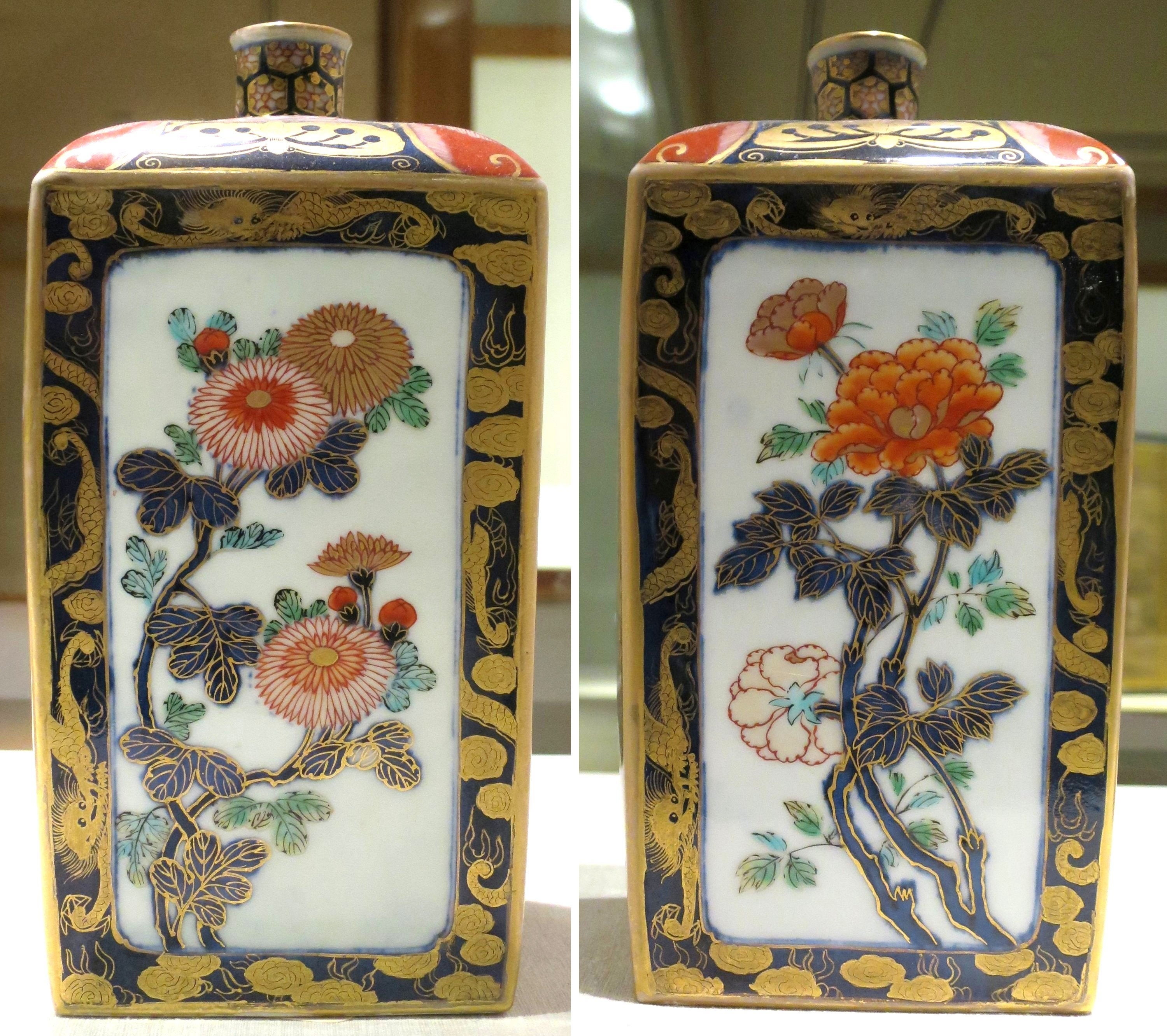
Butelki do sake (tokkuri), ok. 1690, ceramika arita, typ ko-imari
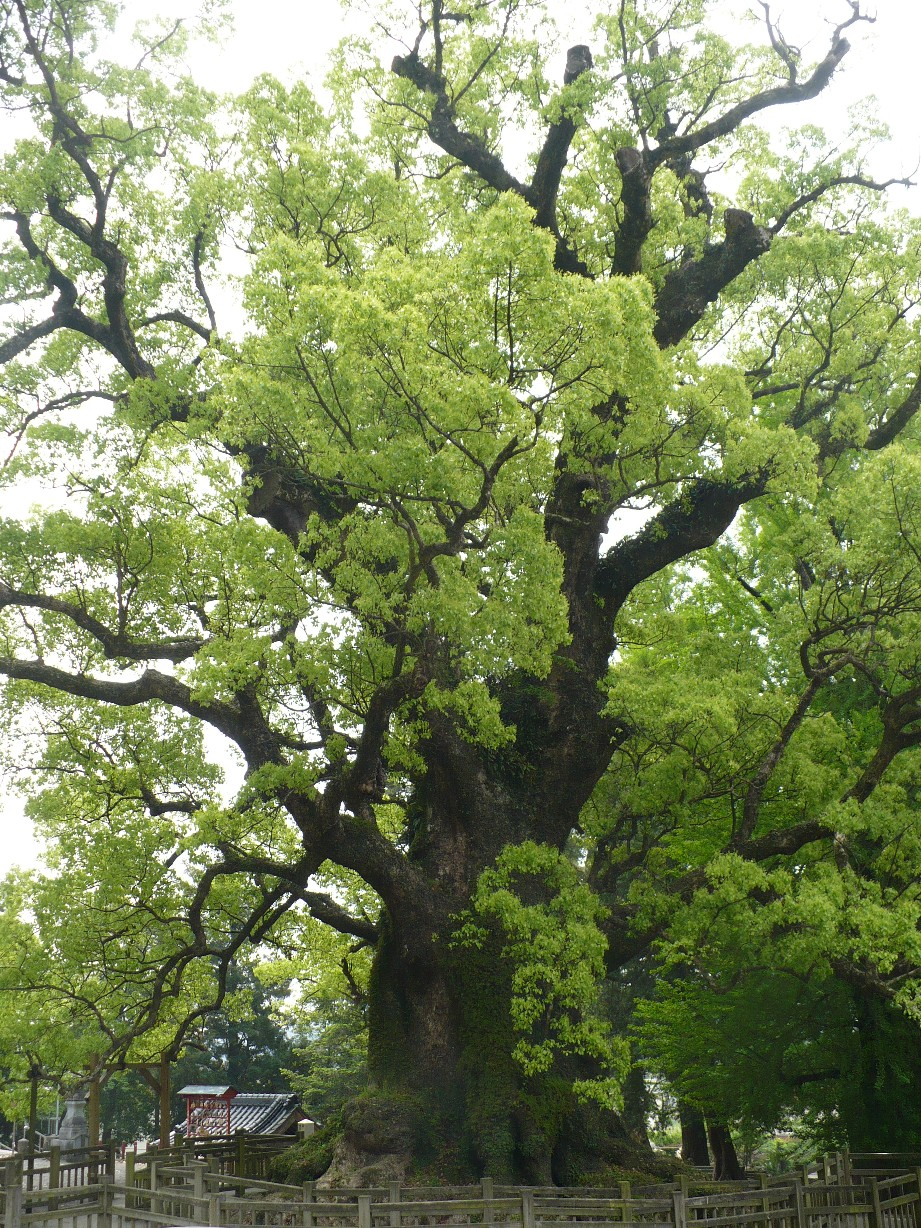
Kamforowiec o nazwie Kamo no Ōkusu
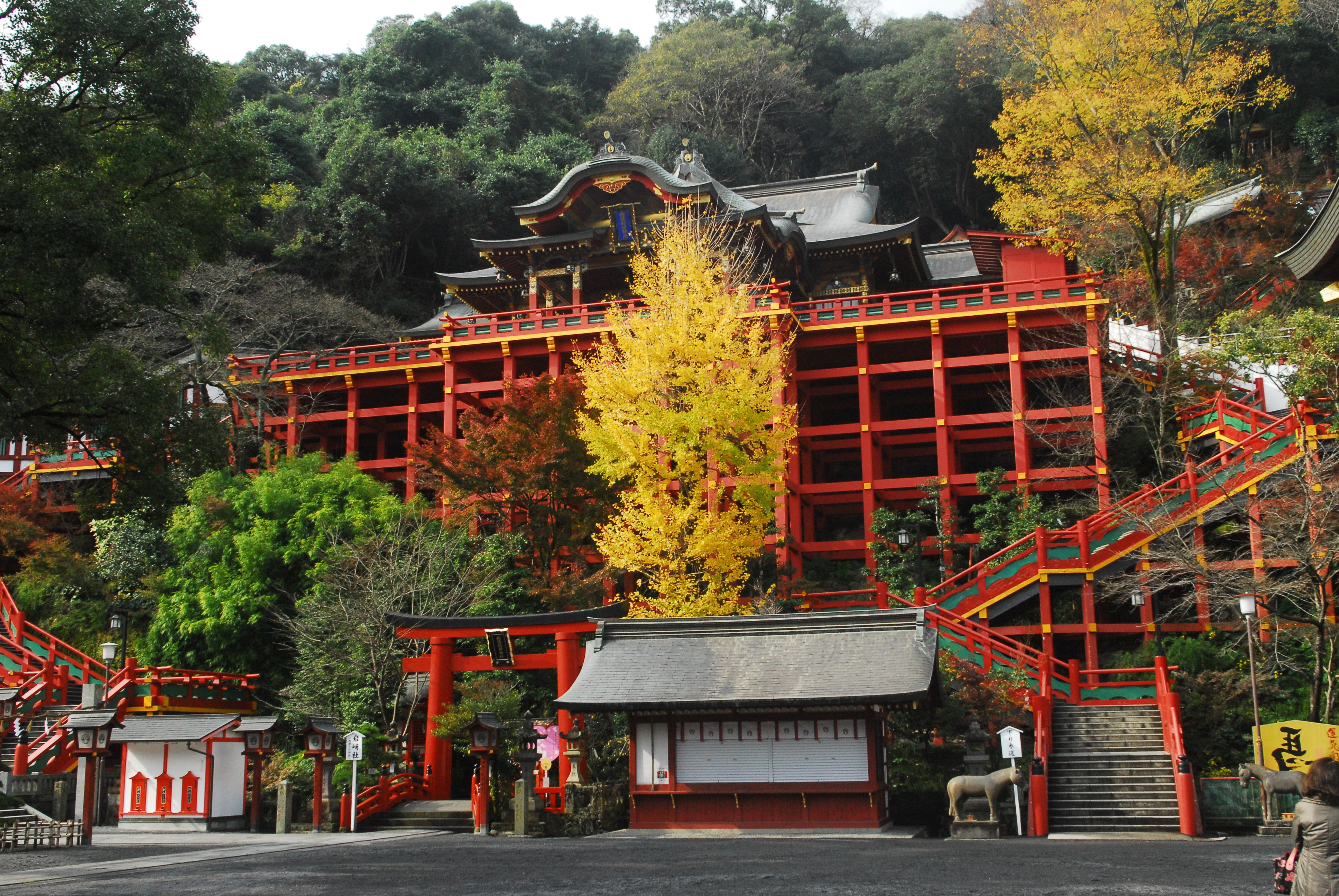
Chram Yūtoku Inari w Kashima, w prefekturze Saga
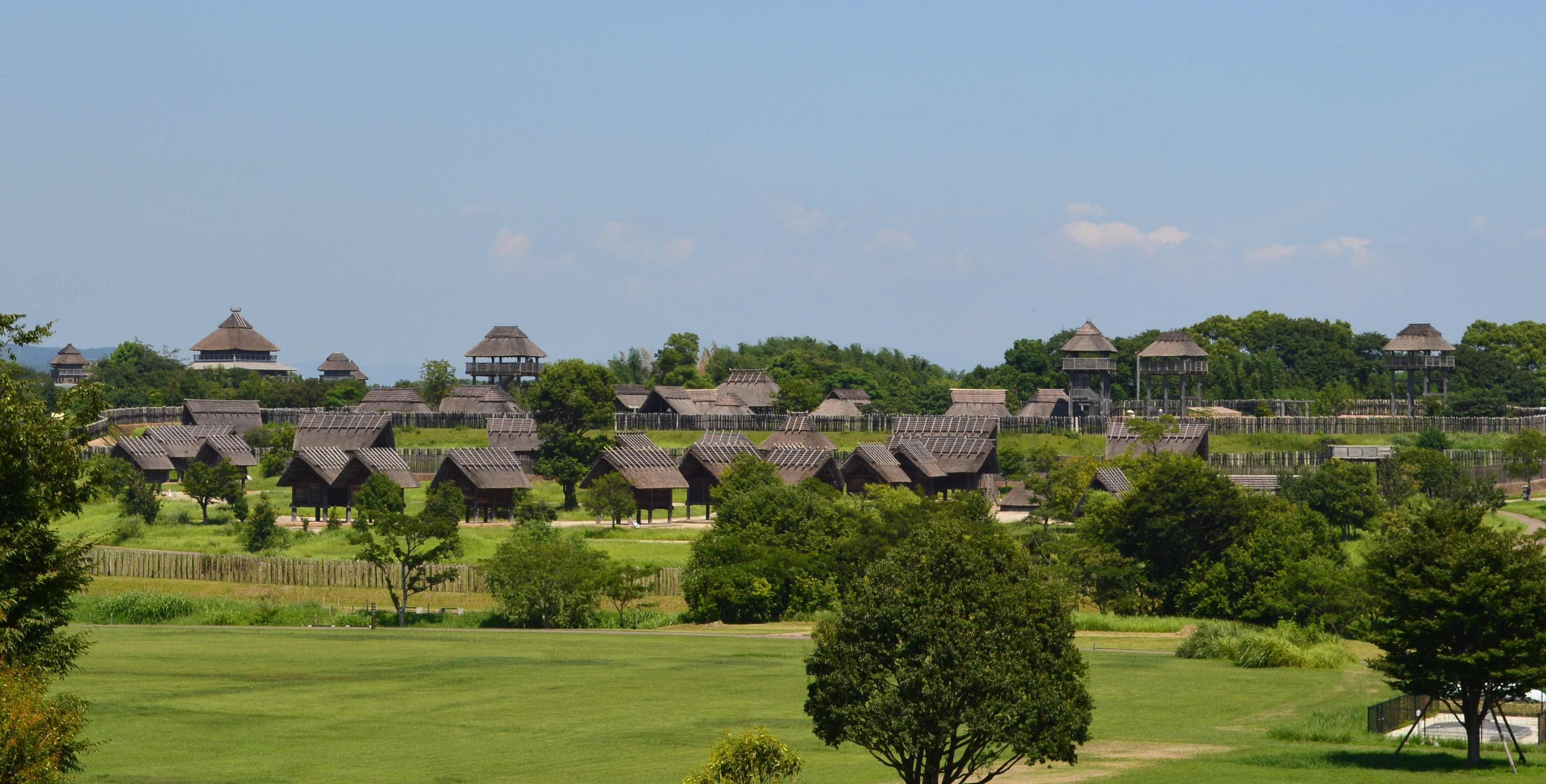
Wielki kompleks archeologiczny Yoshinogari w prefekturze Saga, z okresu Yayoi (300 p.n.e. – 300 n.e)